# Răducăneni
Răducăneni es una comuna ubicada en el distrito de Iași, Rumania.

## Superficie
Cuenta con una superficie de 89,78 kilómetros cuadrados.

## Demografía
Hasta 2021 la población era de 6573 habitantes, con una densidad de población de 73,21 habitantes por kilómetro cuadrado.